# ایالت آراگوآ
ایالت آراگوآ (به اسپانیایی: Estado Aragua) یکی از ایالت‌های ۲۳گانهٔ ونزوئلا است که در بخش شمالی این کشور واقع شده‌است.
پایتخت این ایالت، شهر ماراکای است.

## مساحت
آراگوآ با ۷٬۰۱۴ کیلومتر مربع وسعت، ۰٫۷۶ درصد از مساحت کل ونزوئلا را به خود اختصاص داده و از این لحاظ، بیستمین ایالت این کشور محسوب می‌شود.

## جمعیت
جمعیت آراگوآ در سال ۲۰۰۷ بالغ بر ۱٬۶۶۵٬۲۰۰ نفر برآورد شده که ۶٫۲۸ درصد از جمعیت کل کشور را شامل می‌شود. این ایالت از این جهت، ششمین ایالت ونزوئلا به‌شمار می‌رود.

## سیاست
«رافائل ایسه‌آ» از سال ۲۰۰۸ تا سال ۲۰۱۲ میلادی، سمت فرمانداری این ایالت را برعهده گرفته‌است.

## سایر مشخصات
آراگوآ در سال ۱۸۹۹ تأسیس شده و از لحاظ ناحیهٔ زمانی، ۴ ساعت و ۳۰ دقیقه با گرینویچ اختلاف دارد.